# Penaea dahlgrenii
Penaea dahlgrenii är en tvåhjärtbladig växtart som beskrevs av J.P. Rourke. Penaea dahlgrenii ingår i släktet Penaea och familjen Penaeaceae. Inga underarter finns listade i Catalogue of Life.